# Leamington (häst)
Leamington, född 1853, död 6 maj 1878, var ett engelskt fullblod, mest känd för att ha varit en mycket inflytelserik avelshingst i Nordamerika under senare hälften av 1800-talet. Han utsågs till ledande avelshingst i Nordamerika fyra gånger (1875, 1877, 1879, 1881).

## Karriär
Leamington var en brun hingst efter Faugh-a-Ballagh och under ett okänt sto (efter Pantaloon). Han föddes upp av Mr. Halford och ägdes av Mr. Higgins. Han tränades och tävlade under sin karriär i Förenade kungariket Storbritannien och Irland.
Leamington sprang totalt in 8 790 pund på 25 starter, varav 8 placeringar (etta, tvåa trea). Han tog karriärens största segrar i Woodcote Stakes (1855), Chesterfield Stakes (1855), Stewards' Cup (1856), Goodwood Stakes (1857) och Chester Cup (1857, 1859).

## Som avelshingst
1960, som sjuåring, gick Leamington omkull under ett träningspass, vilket ledde till att hans tävlingskarriär fick avslutas. Han stallades istället upp som avelshingst på Rawcliffe Paddocks.
Leamington blev far till 19 vinnare under tiden på Rawcliffe. Han köptes sedan av kanadensaren Roderick W. Cameron för 1 575 pund och stallades upp på General Abe Bufords Bosque Bonita Stud nära Versailles, Kentucky för säsongen 1866. Han blev endast far till tretton ston, men en enastående skara avkommor, bland annat Longfellow, Enquirer, Lyttleton, Lynchburg, Anna Mace och Miss Alice.
Cameron skickade sedan Leamington till sitt eget Clifton Stud på Staten Island. Han flyttades sedan till New Jersey 1868, innan han skickades till Annieswood Farm 1871. Hans avkommor var nu kända för sin snabbhet och inkluderade Aristides, vinnaren av det första Kentucky Derby.
Leamington såldes till Aristides Welch, som stallade upp honom på Erdenheim Stud, nära Philadelphia, Pennsylvania. Leamington avslutade sitt liv här och dog den 6 maj 1878 vid 25 års ålder. Under sin avelskarriär var han ledande avelshingst i Nordamerika fyra gånger, och bröt ledande Lexingtons svit på 14 titlar i rad 1875. Han fick också titeln 1877, 1879 och 1881.